# Ujunggagak
Ujunggagak is een bestuurslaag in het regentschap Cilacap van de provincie Midden-Java, Indonesië. Ujunggagak telt 3577 inwoners (volkstelling 2010).